# 吳國才 (毛里裘斯華僑)
吳國才（Charles Ng），現任香港投資推廣署助理署長。曾經於加拿大修讀大學市場學，香港科技大學與西北大學凱洛格管理學院合辦的EMBA。吳國才可以流利運用英語、法語、廣東話等。曾先後任職駐毛里裘斯港資成衣企業、美國運通、渣打銀行等。吳國才在2002年入職香港投資推廣署。

## 事件
在2009年中，吳國才因為私人送一箱紅酒給上司賈沛年 (Simon Galpin)，而被停職審查。

## 外部參考
1. ↑  .   [2009-09-17]. （原始内容存档于2020-03-16）.